# Otto Friedrich Walter
Otto Friedrich Walter (Rickenbach SO, 5 de junho de 1928 — Solothurn, 24 de setembro de 1994) foi um escritor suíço.